# Kūh-e Namak (berg i Bushehr, lat 28,26, long 51,70)
Kūh-e Namak (persiska كوه نمک دشتی) är ett berg i Iran.   Det ligger i provinsen Bushehr, i den södra delen av landet, 800 km söder om huvudstaden Teheran. Toppen på Kūh-e Namak är 1 496 meter över havet.
Terrängen runt Kūh-e Namak är kuperad åt sydost, men åt nordväst är den bergig. Kūh-e Namak är den högsta punkten i trakten. Runt Kūh-e Namak är det glesbefolkat, med 15 invånare per kvadratkilometer. Närmaste större samhälle är Kākī, 19,3 km nordväst om Kūh-e Namak. Omgivningarna runt Kūh-e Namak är i huvudsak ett öppet busklandskap.